# دزرت (یوتا)
دزرت (به انگلیسی: Deseret) یک منطقهٔ مسکونی در ایالات متحده آمریکا است که در شهرستان میلارد، یوتا واقع شده‌است. دزرت ۳۵۳ نفر جمعیت دارد و ۱٬۳۹۹٫۰۵ متر بالاتر از سطح دریا واقع شده‌است.